# Batrisodes bamian
Batrisodes bamian (лат.) — вид мирмекофильных жуков-ощупников (Pselaphinae) из семейства стафилиниды.

## Распространение
Китай, Hunan, Bamian Mountain.

## Описание
Мелкие коротконадкрылые жуки. Длина тела 2,9 мм, длина головы 0,5 мм. Основная окраска красновато-коричневая. Усики четковидные, антенномер XI с базальным зубчиком, без булавы. Глаза из 60 фасеток. Усики 11-члениковые, брюшко из 5 видимых тергитов. Вертлуги короткие, ноги прилегают к тазикам. Надкрылья в базальной части с 3 ямками. Мирмекофилы, ассоциированы с муравьями Pseudolasius, в земляных гнёздах которых под мхом на скале и были найдены.